# Осенка, Януш
Януш Осенка (пол. Janusz Osęka, 13 сентября 1925 года, Варшава — 6 ноября 2014 года, Варшава) — польский писатель и сатирик, литературный редактор.

## Биография
Во время Второй мировой войны, 15 ноября 1944 года, через несколько недель после подавления Варшавского восстания, Януш в составе группы добровольцев Польского Красного Креста оказывал помощь раненым повстанцам из Армии Людовой. В одном из подвалов они обнаружили группу из 7 человек, в том числе 6 бывших участников восстания в Варшавском гетто, включая членов Еврейской боевой организации Цивию Любеткин и Марека Эдельмана. Раненым оказали помощь и перевели в укрытия, где они оставались до освобождения Варшавы Красной армией 17 января 1945 года.
После войны Януш окончил юридический факультет Варшавского университета. В 1953 году дебютировал в польском сатирическом еженедельном журнале «Szpilki» как сатирик. В 1956—1959 годах служил в только что созданном тогда сатирическом театре «Кабаре Вагабунда» (кабаре бродяги).
В 1960—1990 годах редактировал журнал «Szpilki». Миниатюры Януша Осенки исполнялись в популярной советской телевизионной передаче «Кабачок 13 стульев». Новелла Осенки «Угон» была экранизирована в фильме Анатолия Эйрамджана «Новый Одеон».
Творчество Януша Осенки использовалось в исследовательских работах в области строительства.
23 января 1997 года израильский Институт Катастрофы и Героизма «Яд ва-Шем» присвоил Янушу Осенке почётное звание «Праведник народов мира».
Похоронен на Брудновском кладбище в Варшаве (участок 34Д-5-25).
Брат — публицист, журналист и художественный критик Анджей Осенка (1932—2021).